# L'ultima missione (film 1994)
L'ultima missione (Men of War) è un film del 1994 diretto da Perry Lang e interpretato da Dolph Lundgren.

## Trama
Una spedizione mineraria interessata ai giacimenti che si trovano sotto un'isola tropicale sperduta, arruola sette mercenari al comando del Colonnello Merrick, per appianare le incomprensioni degli indigeni di quell'isola, ma le trattative si svolgono in modo poco chiaro e sbrigativo. Così Nick Gunar insieme ad alcuni membri dissidenti della spedizione, decide di schierarsi dalla parte della popolazione locale per guidarla nello scontro a fuoco decisivo. Con l'eliminazione dello psicopatico Keefer e la pace oramai ristabilita, Nick decide di non tornare negli Stati Uniti rimanendo con la bella Loki.